# Tabuni járás
A Tabuni járás (oroszul: Табунский район) Oroszország egyik járása az Altaji határterületen. Székhelye Tabuni.

A Tabuni járás az Altaji határterületen

## Népesség
- 1989-ben 13 418 lakosa volt.
- 2002-ben 11 897 lakosa volt, melyből 7 355 orosz, 2 298 német, 1 508 ukrán, 147 kazah, 109 fehérorosz, 97 tatár, 90 cigány, 39 azeri stb.
- 2010-ben 10 057 lakosa volt.